# 烏拉科亞

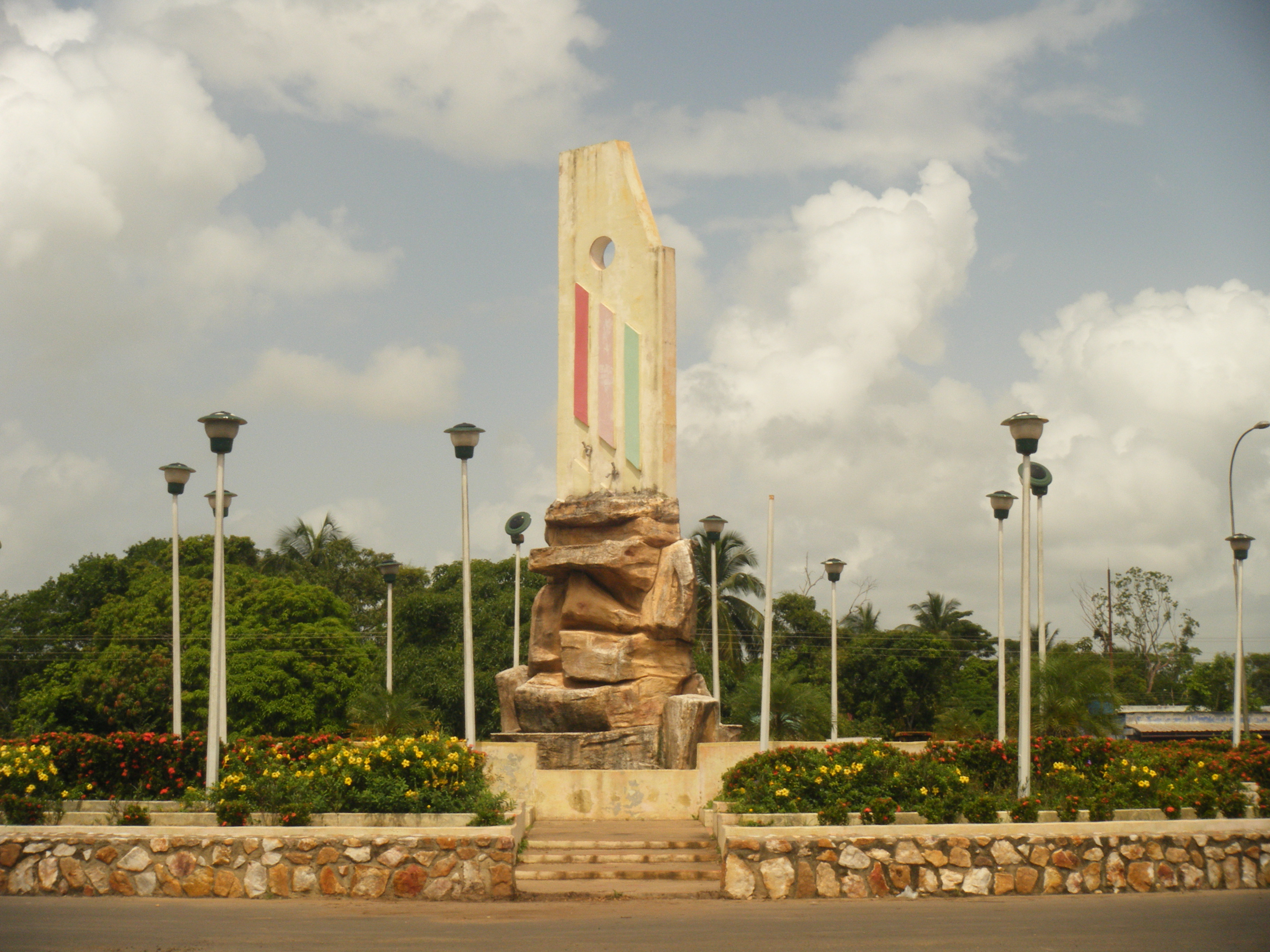
烏拉科亞

烏拉科亞（西班牙語：Uracoa），是委內瑞拉的城鎮，位於該國東部莫納加斯州，是烏拉科亞市的首府，始建於1784年，主要經濟活動是畜牧業，農產品包括玉米、高粱和西瓜。